# Euphyia atrolata
Euphyia atrolata är en fjärilsart som beskrevs av William Schaus 1924. Euphyia atrolata ingår i släktet Euphyia och familjen mätare. Inga underarter finns listade i Catalogue of Life.